# ويليام روبين
ويليام روبين (بالإنجليزية: William Rubin)‏ هو مؤرخ أمريكي، ولد في 11 أغسطس 1927 في بروكلين في الولايات المتحدة، وتوفي في 22 يناير 2006 في باوند ريدج ‏ في الولايات المتحدة.